# 500-km-Rennen von Monza 1992

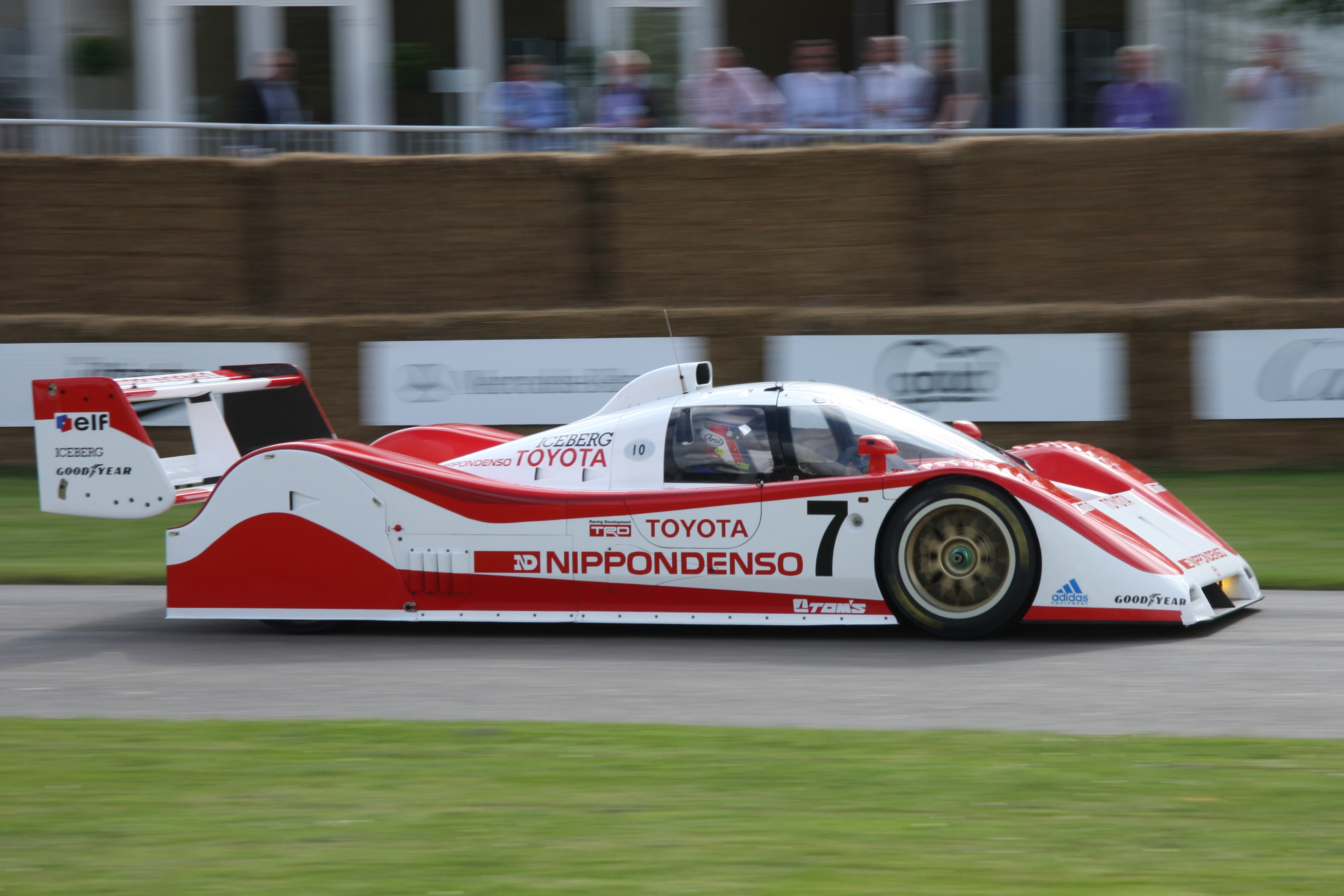
Toyota TS010 mit der Startnummer 7; Siegerwagen von Hitoshi Ogawa und Geoff Lees

Das 500-km-Rennen von Monza 1992, auch SWC 500 km Monza, Autodromo Nazionale di Monza, fand am 26. April am Autodromo Nazionale Monza statt und war der erste Wertungslauf der Sportwagen-Weltmeisterschaft dieses Jahres.

## Das Rennen
Das 500-km-Rennen von Monza war der erste Wertungslauf der Weltmeisterschaft 1992. Schon das Starterfeld mit nur elf Fahrzeugen zeigte den Anfang vom Ende der großen Sportwagenrennen in Europa zu Beginn der 1990er-Jahre. Der Zieleinlauf ist durchwegs als kurios zu bezeichnen. Obwohl vier Wagen ins Ziel kamen, wurden nur zwei gewertet – die anderen Fahrzeuge hatten nicht die für eine Wertung erforderliche Mindestdistanz von 90 % der Rundenzahl des Siegerfahrzeugs zurückgelegt. Am Siegerpodest blieb der Platz für die Drittplatzierten daher frei. Das Rennen gewann Geoff Lees und Hitoshi Ogawa auf einem Toyota TS010.

## Ergebnisse

### Schlussklassement
| 1               | C1      | 7  | Toyota Team Tom’s       | Geoff Lees Hitoshi Ogawa             | Toyota TS010          | 87 |
| 2               | C1      | 1  | Peugeot Talbot Sport    | Derek Warwick Yannick Dalmas         | Peugeot 905 Evo 1 Bis | 85 |
| Nicht klassiert |         |    |                         |                                      |                       |    |
| 3               | FIA CUP | 22 | Chamberlain Engineering | Ferdinand de Lesseps Bernhard Thuner | Spice SE89C           | 76 |
| 4               | FIA CUP | 25 | G.S.R. GmbH             | Almo Coppelli Frank Kraemer          | Gebhardt C91          | 75 |
| Ausgefallen     |         |    |                         |                                      |                       |    |
| 5               | FIA CUP | 21 | Action Formula          | Luigi Taverna Alessandro Gini        | Spice SE90C           | 59 |
| 6               | FIA CUP | 29 | Team S.C.I.             | Ranieri Randaccio Stefano Sebastiani | Spice SE90C           | 46 |
| 7               | C1      | 2  | Peugeot Talbot Sport    | Mauro Baldi Philippe Alliot          | Peugeot 905 Evo 1 Bis | 39 |
| 8               | C1      | 3  | Euro Racing             | Cor Euser Charles Zwolsman senior    | Lola T92/10           | 39 |
| 9               | C1      | 5  | Mazdaspeed              | Maurizio Sandro Sala Volker Weidler  | Mazda MXR-01          | 35 |
| 10              | C1      | 8  | Toyota Team Tom’s       | Andy Wallace Jan Lammers             | Toyota TS010          | 25 |
| 11              | FIA CUP | 23 | Geepee Argo Cars        | Georg Paolin David Coyne             | Argo JM19D            | 25 |
| Nicht gestartet |         |    |                         |                                      |                       |    |
| 12              | C1      | 4  | Euro Racing             | Stefan Johansson Jesús Pareja        | Lola T92/10           | 1  |

1 Getriebeschaden in der Einführungsrunde

### Nur in der Meldeliste
Hier finden sich Teams, Fahrer und Fahrzeuge, die ursprünglich für das Rennen gemeldet waren, aber aus den unterschiedlichsten Gründen daran nicht teilnahmen.
| Pos. | Klasse  | Nr. | Team                  | Fahrer                                        | Chassis        |
| ---- | ------- | --- | --------------------- | --------------------------------------------- | -------------- |
| 13   | C1      | 9   | British Racing Motors | Wayne Taylor Harri Toivonen                   | BRM P351       |
| 14   | C1      | 10  | British Racing Motors | Tiff Needell Eugene O’Brien                   | BRM P351       |
| 15   | C1      | 11  | Konrad Motorsport     | Franz Konrad Bob Wollek                       | Konrad KM-011  |
| 16   | C1      | 12  | RM Motorsport         | Raul Boesel Julian Bailey                     | Jaguar XJR-14  |
| 17   | C1      | 14  | RM Motorsport         | Justin Bell                                   | Jaguar XJR-14  |
| 18   | FIA Cup | 24  | GP Motorsport         |                                               | Spice SE90C    |
| 19   | FIA Cup | 26  | Mussato Action Car    | Massimo Monti Giovanni Fontanesi              | Mussato MXJ-92 |
| 20   | FIA Cup | 27  | RM Motorsport         |                                               | Jaguar XJR-17  |
| 21   | FIA Cup | 28  | RM Motorsport         |                                               | Jaguar XJR-17  |
| 22   | FIA Cup | 30  | TDR Racing            | Giovanni Lavaggi Perry McCarthy Fabio Magnani | Spice SE90C    |

### Klassensieger
| Klasse  | Fahrer                  | Fahrer        | Fahrzeug     | Platzierung im Gesamtklassement |
| ------- | ----------------------- | ------------- | ------------ | ------------------------------- |
| C1      | Geoff Lees              | Hitoshi Ogawa | Toyota TS010 | Gesamtsieg                      |
| FIA Cup | kein Teilnehmer im Ziel |               |              |                                 |

### Renndaten
- Gemeldet: 22
- Gestartet: 11
- Gewertet: 2
- Rennklassen: 2
- Zuschauer: 20000
- Wetter am Renntag: warm und trocken
- Streckenlänge: 5,800 km
- Fahrzeit des Siegerteams: 2:16:42,659 Stunden
- Gesamtrunden des Siegerteams: 87
- Gesamtdistanz des Siegerteams: 504,600 km
- Siegerschnitt: 221,460 km/h
- Pole Position: Yannick Dalmas – Peugeot 905 Evo 1 Bis (#1) – 1:26,019 = 242,737 km/h
- Schnellste Rennrunde: Mauro Baldi – Peugeot 905 Evo 1 (#2) – 1:29,386 = 233,594 km/h
- Rennserie: 1. Lauf zur Sportwagen-Weltmeisterschaft 1992